# Operation Uphold Democracy
Operation Uphold Democracy (in der Presse manchmal auch Operation Restore Democracy) war eine US-geführte multinationale Operation in Haiti vom 19. September 1994 bis zum 31. März 1995.

## Hintergründe
Nach einer Verfassungsreform von 1987 putschte das haitianische Militär im Juni 1988 gegen Präsident Leslie Manigat und regierte (nach einem weiteren Staatsstreich im September 1988) bis zu den Wahlen 1990. Bei diesen wurde Jean-Bertrand Aristide, an den sich viele Hoffnungen knüpften, mit überwältigender Mehrheit zum Präsidenten gewählt. Aber schon 1991 wurde Aristide von Brigadegeneral Raoul Cédras wieder aus dem Amt geputscht. 1994 konnte Aristide im Gefolge einer US-amerikanischen Intervention, der Operation Uphold Democracy, in sein Amt zurückkehren und 1996, nach Ablauf seiner Amtszeit, das Amt an seinen engen Weggefährten René Préval übergeben. Das UN-Mandat, unter welchem Haiti seit 1995 stand, lief 1997 wieder aus. Von 1995 bis ins Jahr 2000 waren verschiedene weitere UN-Missionen in Haiti aktiv.
Die Operation Uphold Democracy wurde durch die Resolution 940 des UN-Sicherheitsrates vom 31. Juli 1994 autorisiert.

## Die Operation

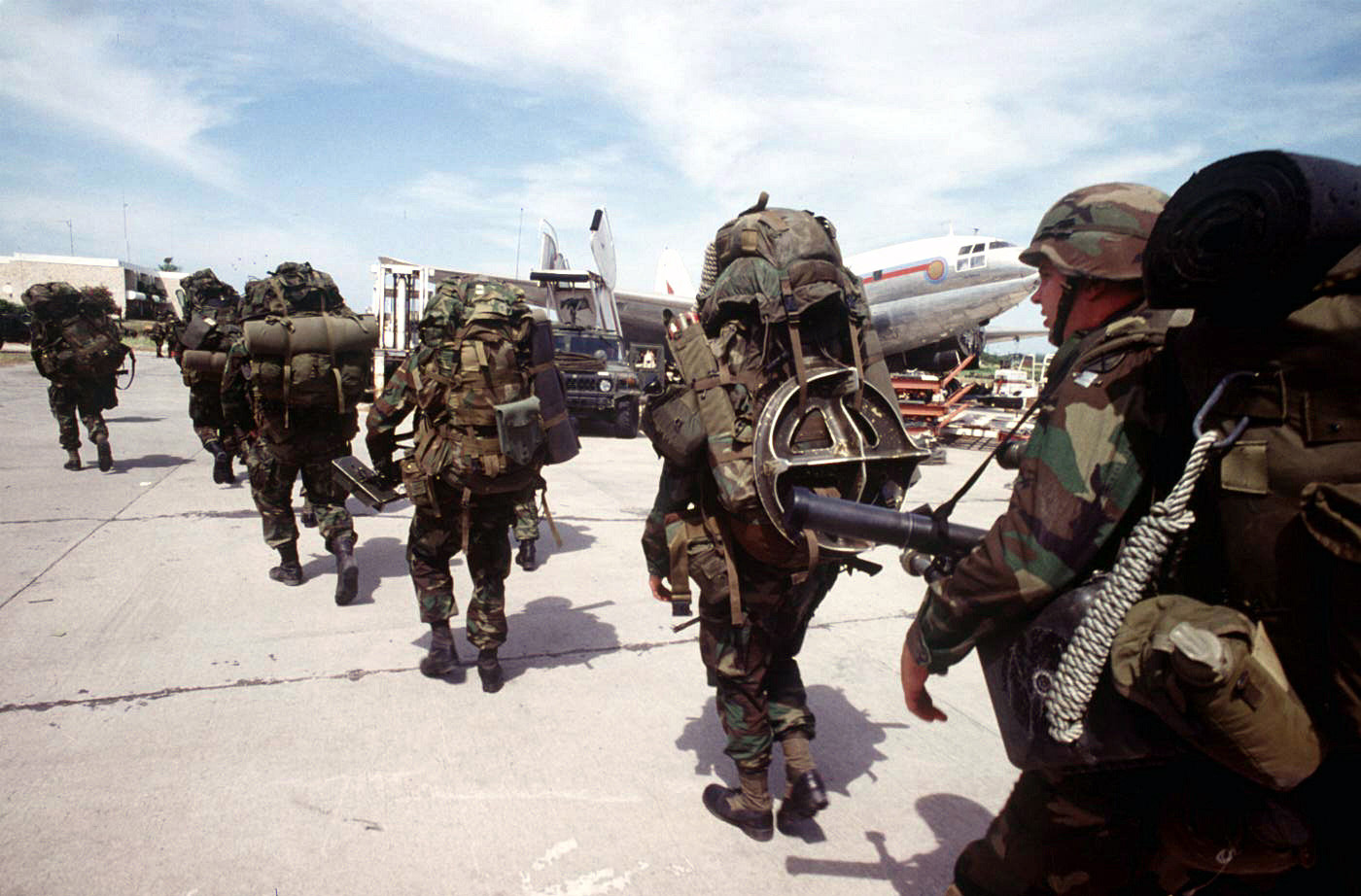
Truppen der 10. US-Gebirgsdivision am ersten Tag der Operation in Port-au-Prince

Den Kernteil der Truppen bildete im September 1994 die 3. Special Forces Group, US Army Special Forces Command der US Army. Die US-Einheiten wurden z. B. durch die polnische Spezialeinheit GROM und weitere kleine ausländische Einheiten unterstützt. Diese machten aber nur einen geringen Teil der Truppen aus, und Polen wollte mit der Entsendung seiner Elitesoldaten kurz nach dem Ende des Kalten Krieges seine Zugehörigkeit zum Westen demonstrieren. A-Teams des Kommandos wurden im gesamten Land eingesetzt, um die öffentliche Ordnung wiederherzustellen und humanitäre Hilfe zu leisten. Andere Kräfte der US Army, primär bestehend aus Teilen der 10. US-Gebirgsdivision, besetzten Port-au-Prince und sorgten für die logistische Unterstützung. Die Operation endete offiziell am 31. März 1995, als sie von der UN-Mission in Haiti (UNMIH), basierend auf der UN-Resolution 867, abgelöst wurde. Vom März 1995 bis zum März 1996 verblieben 2.400 US-Soldaten der vorangegangenen Operation Uphold Democracy im Land und bildeten im Rahmen der neuen Operation New Horizon ein Unterstützungskommando für die UN-Mission. Diese US-Truppen bildeten die US Forces Haiti (USFORHAITI) und unterstützten als Friedenstruppen die UN-Mission, wobei der US-Kommandeur zugleich auch Kommandeur der gesamten UN-Truppen war.
Während der gesamten Operation Uphold Democracy starb nur ein US-Soldat unter feindlichem Feuer.